# Kornel Schimpl
 Kornel Schimpl (* 26. Dezember 1907 in Kirchdrauf, Österreich-Ungarn; † 24. November 1985) war ein tschechoslowakischer Dirigent, Musikpädagoge und Komponist.
Schimpl studierte am Prager Konservatorium Komposition, Dirigieren und Klavier und setzte seine Ausbildung als Dirigent von 1935 bis 1937 in Wien und Salzburg fort. Von 1933 bis 1941 leitete er das Rundfunkorchester Bratislava, danach leitete er bis 1945 die Musikabteilung von Radio Bratislava. Bis 1973 war er Professor für Dirigieren, Leiter der Sektion Komposition und Leiter des Schulorchesters des Prager Konservatoriums. Daneben unterrichtete er von 1949 bis 1977 an der Pädagogischen Hochschule Bratislava und als externer Dozent am musikwissenschaftlichen Institut der Comenius-Universität Bratislava.
Als Dirigent leitete Schimpl zahlreiche Auftritte des Orchesters des Prager Konservatoriums und des Rundfunkorchesters Bratislava und trat als Gastdirigent u. a. mit dem Tonkünstler-Orchester Niederösterreich und der Mährischen Philharmonie auf. Er dirigierte hunderte Studiokonzerte und förderte die Werke zeitgenössischer Komponisten wie Ján Levoslav Bella, Alexander Albrecht, Ján Cikker, Alexander Moyzes, Andrej Očenáš, Ľudovít Rajter und Eugen Suchoň. Zu Beginn seiner Laufbahn trat er auch als Komponist und Arrangeur von Volksliedern hervor. 

## Quelle
- Mesto Prešov - Schimpl, Kornel